# Jiří Brodský
Jiří Brodský (* 20. září 1977 Praha) je český diplomat, v letech 2013 až 2017 velvyslanec ČR v Dánsku a v letech 2017 až 2021 velvyslanec ČR v Mongolsku. V minulosti působil například i jako zástupce ředitele Zahraničního odboru nebo vedoucí oddělení NATO a EU v kanceláři prezidenta České republiky.

## Vzdělání a kariéra
Jiří Brodský se narodil v Praze, v roce 1996 tamtéž vystudoval Obchodní akademii a poté studoval na Anglo-american University in Prague, kde získal bakalářský titul ze sociologie a politologie v roce 1999. Později studoval na The London School of Economics and Political Science, kterou ukončil v roce 2003 ziskem titulu Master of Science se specializací na evropská studia.
Již souběžně se studii působil v roce 1997 jako externí programový dramaturg televizní stanice Premiéra TV, později v roce 1998 působil jako výzkumný pracovník v novinách Prague Business Journal a mezi lety 1998 a 2000 pracoval jako překladatel z anglického jazyka ve Vydavatelství Stratosféra. Mezi lety 2000 a 2002 pak působil na VŠE v Praze jako asistent prorektorky pro zahraniční vztahy a PR a poté pracoval v kanceláři prezidenta republiky jako analytik na Zahraničním odboru, konkrétně na oddělení Severoatlantické aliance a Evropské unie (2004-2005), tam pracoval až do roku 2013, ale na vyšší pozici jako zástupce ředitele Zahraničního oboru a vedoucího oddělení Severoatlantické aliance a Evropské unie. Od března do srpna roku 2013 působil na ministerstvu zahraničních věcí, konkrétně na odboru států severní a východní Evropy, kde se věnoval přípravě na vyslání a také se připravoval po jazykové stránce. V návaznosti na toto období byl vyslán jako velvyslanec České republiky do Dánského království, kde působil v letech 2013 až 2017. V letech 2017 až 2021 pak zastával post velvyslance ČR v Mongolsku.
Jiří Brodský mimo jiné externě vyučoval na VŠE, a to mezi lety 2005 a 2006, kde vedl kurz „Země střední a východní Evropy v Evropské unii“ pro zahraniční studenty, v angličtině. Souběžně s tímto kurzem vyučoval od roku 2004 přednášky o zahraničně–politických tématech pro zahraniční studenty, a to do roku 2013, tedy do odjezdu do Dánska.

## Ocenění
- 2019 Medaile za zásluhy, Binder somon, Mongolsko
- 2018 Medaile za zásluhy, Khovd, Mongolsko
- 2013 Stříbrná plaketa prezidenta republiky
- 2012 Záslužný kříž náčelníka Vojenské kanceláře prezidenta republiky I. stupně
- 2010 Pamětní medaile Útvaru pro ochranu prezidenta ČR

## Publikační činnost
Brodský se vedle reprezentace České republiky, výuky na vysokých školách a dalších aktivit věnuje i publikační činnosti. Publikoval odborné texty pro Ústav mezinárodních vztahů v Praze, pro Centrum pro ekonomiku a politiku, články pro deníky Hospodářské noviny a Lidové noviny a pro zahraniční tištěná a internetová média: Washington Examiner (USA), The European Journal (Velká Británie), SIEN Quarterly (Maďarsko).